# Attero Dominatus
Attero Dominatus је трећи албум шведског пауер метал бенда Сабатон. На њему је по први пут као члан бенда наведен клавијатуриста Данијел Мир.
Као и на претходном албуму, „Primo Victoria“, стихови на албуму „Attero Dominatus“ се баве различитим аспектима рата. Снимљен је и спот за насловну песму у граду Умео у Шведској.

## Листа песама
1. „“ – 3:43 - Говори о Бици за Берлин.
2. „“ – 4:10 - О бомбардовању Хирошиме и Нагасакија.
3. „“ – 8:19 - О уздизању Трећег рајха и Адолфу Хитлеру.
4. „“ – 4:06 - О терористичким организацијама попут Ал-Каиде и Талибанима.
5. „“ – 2:55 - О рату на простору бивше Југославије.
6. „“ – 5:57 - О Првом светском рату.
7. „“ – 3:14 - О Фокландском рату.
8. „“ – 4:52 - О Мировним мисијама Уједињених Нација.
9. „“ – 3:42 - О Хеви металу, у потпуности је састављена од назива познатих бендова: Кис, Квин, Ин флејмс, Ајрон Мејден, Аксепт, Веном, Анлишед, Слејер, итд.

Додатне песме на реиздатом издању из 2010:
1. „“ (Обрада бенда Ворлок)
2. „“ (Свене Рубис)
3. „“ (Уживо из Фалуна)
4. „“ (Демо верзија)

## Састав
- Јоаким Броден - вокал
- Рикард Сунден - гитара
- Оскар Монтелијус - гитара
- Пер Сундстром - бас гитара
- Данијел Мулбак - бубњеви, перкусије
- Данијел Мир - клавијатуре